# Juan Lobato
Juan Lobato Gandarias-Sánchez (Madrid, 5 de noviembre de 1984) es un técnico de Hacienda del Estado y político español del PSOE, alcalde de Soto del Real entre 2015 y 2021 y secretario general del Partido Socialista Obrero Español de la Comunidad de Madrid y portavoz del Grupo Parlamentario Socialista en la Asamblea de Madrid entre 2021 y 2024, cargo del que dimitió el 27 de noviembre de 2024, tras la polémica desatada después de que registrara ante notario cómo le llegó un correo del caso del novio de la presidenta de la Comunidad de Madrid y presidenta del Partido Popular de Madrid, Isabel Díaz Ayuso.

## Biografía
Nació en Madrid el 5 de noviembre de 1984. Es licenciado en Derecho y Administración y Dirección de Empresas, y funcionario del Cuerpo de Técnicos de Hacienda. Es padre de dos hijas y un hijo. Se inicia en política como concejal en Soto del Real y miembro de la Comisión Ejecutiva del PSM-PSOE. En las elecciones autonómicas a la Asamblea de Madrid de 2015 fue en el puesto número 25 de la lista de su partido encabezada por Ángel Gabilondo, al mismo tiempo que fue candidato a la alcaldía de Soto del Real, proclamándose en estas últimas como vencedor con 1569 votos y 6 concejales. Elegido en ambos comicios, tomó posesión como alcalde de Soto del Real el 13 de junio de 2015, siendo el primer alcalde socialista de su localidad desde el fusilamiento de Eugenio Candelas durante la Guerra Civil. Fue reelegido por mayoría absoluta en las elecciones municipales celebradas el 26 de mayo de 2019.
En 2017 presentó su candidatura a la secretaría general del PSOE-M, enfrentándose a José Manuel Franco y Eusebio González Jabonero, quedando en segundo lugar con el 19,74% de los votos.
En abril de 2021 renunció a la alcaldía de Soto del Real para concurrir a las elecciones autonómicas anticipadas a la Asamblea de Madrid del 4 de mayo de 2021, formando parte de la candidatura del Partido Socialista Obrero Español de la Comunidad de Madrid en el cuarto puesto, siendo elegido diputado, y designado portavoz adjunto.
El 5 de septiembre de 2021 anunció que presentaría su candidatura a la secretaría general del PSOE-M, enfrentándose al alcalde de Fuenlabrada, Francisco Javier Ayala. El 23 de octubre, al obtener un 61% de los votos de los militantes, fue designado secretario general del PSOE-M, y, posteriormente, portavoz del Grupo Parlamentario Socialista en la Asamblea de Madrid.
El 27 de noviembre de 2024 dimitió de su cargo como secretario general de la federación madrileña del PSOE.

## Cargos desempeñados
- Concejal del Ayuntamiento de Soto del Real (2003-2021)
- Portavoz del Grupo Socialista en el Ayuntamiento de Soto del Real (2003-2015)
- Alcalde de Soto del Real (2015-2021)
- Diputado de la Asamblea de Madrid (2015-2019)
- Diputado de la Asamblea de Madrid (2021-actualidad)
- Portavoz adjunto del Grupo Socialista en la Asamblea de Madrid (2021)
- Secretario general de PSOE-M (2021-2024)
- Portavoz del Grupo Socialista en la Asamblea de Madrid (2021-2024)
- Senador designado por la Asamblea de Madrid (2023-actualidad)